# Ligue de football du Katanga 1925-1960
Ne doit pas être confondu avec Ligue de football du Katanga.
La Ligue de football du Katanga qui s'est joué de 1925 à 1960 était organisé par la Ligue de Football de Katanga (LFK), une organisation des blancs (Belges).
La Ligue de Football du Katanga a été créée à Elisabethville en 1911, et l'édition de 1925 du championnat local (appelé la B. Smith Cup) comprenait 4 clubs.
Pour le Championnat des Noirs (Congolais) de l'Elisabethville Football Association (FASI, Fédérations et Associations Sportives Indigènes)[pas clair].
Le club vainqueur du tournoi se représentait au sub-Saharan championship depuis 1950.

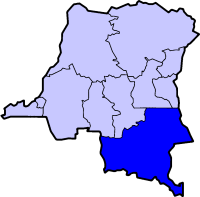

## Palmarès
- 1925 : Union Minière
- 1926 : Léopold FC
- 1927 : Léopold FC
- 1928 : Ramblers
- 1929 : CFK Wanderers
- 1930 : Léopold FC et Ramblers (partagé)
- 1931-1933 : non organisé
- 1934 : non organisé
- 1935 : non organisé
- 1936 : Ramblers
- 1937 : Ramblers
- 1938 : Ramblers
- 1939 : Ramblers
- 1940 : Jadotville FC
- 1941 : Ramblers
- 1942 : non organisé
- 1943 : non organisé
- 1944 : Collège FC
- 1945 : Léopold FC
- 1946 : Ramblers
- 1947 : Jadotville FC
- 1948 : Collège FC
- 1949 : Jadotville FC
- 1950 : Jadotville FC
- 1951-1954 : non organisé    (non pas Jadotville FC)
- 1955 : Jadotville FC
- 1956 : Jadotville FC
- 1957 : Jadotville FC
- 1958 : Jadotville FC
- 1959 : Jadotville FC
- 1960 : Jadotville FC

NB: Jadotville n'était pas appelé Likasi; Elizabethville n'était pas appelé Lubumbashi.

## Ligue de Jadotville 1934
Équipes participantes (7):
- Xaveriana
- Union Minière
- Astrida
- Belgica
- Alliance
- CFK Wanderers
- Victoria

## Coupe des Brasseries du Katanga 1935
Équipes participantes (8):
- Club Prince Charles
- Club Prince Léopold
- Bruxelles
- Victoria
- Tshanga-Tshanga
- Saint-Jean
- Belgica
- Elisabethville

### Finale
Club Prince Charles -  Club Prince Léopold